# NTI
NTI (voorheen: Nederlands Talen Instituut) is een Nederlandse onderwijsinstelling, gevestigd in Leiden, die cursussen, opleidingen en staatsexamens aanbiedt. De instelling is vooral gericht op afstandsonderwijs.

## Geschiedenis
Tijdens de Tweede Wereldoorlog werd in Rotterdam door Bram van Leeuwen het Nederlands Talen Instituut (NTI) opgericht. Hij was een succesvol Nederlands zakenman en werd, dankzij onder meer het NTI, multimiljonair.
Van Leeuwen schreef zelf de eerste cursus Engels. Hij koos hiervoor omdat luisteren naar de BBC verboden was. In zijn boek Vecht voor je geluk zoals ik schreef hij hierover:
Kon ik de bevolking opwekken om iets te doen dat verboden was? Wat was verboden? Na spertijd op straat lopen. Foto's van Duitse voertuigen maken. Naar de Engelse radio luisteren... ik draaide een vel papier in de schrijfmachine. Ik hád het! Engelse cursussen geven!
Om toestemming van de Duitse bezetters te krijgen voor het starten van zijn bedrijf, was hij gedwongen om ook een cursus Duits aan te bieden. Na de oorlog groeide het Nederlands Talen Instituut uit tot een organisatie die ruim 750 opleidingen aanbiedt via afstandsonderwijs. In 1980 verkocht hij het bedrijf (samen met onder meer Lekturama) aan Vendex, die in 1993 NTI en Lekturama samenvoegde, en de combinatie enkele maanden later afstootte. 
NTI werd in de jaren erna erkend als onderwijsinstelling met ook mbo-, hbo- en Masteropleidingen. In 2014 werd het bedrijf overgenomen door Salta Group.

## Experimenten open bestel hoger onderwijs
Het ministerie van Onderwijs, Cultuur en Wetenschap (OCW) experimenteerde tot 2013 met een open bestel voor het hoger onderwijs. Hier deed het NTI ook aan mee. In een open bestel krijgen onderwijsinstellingen onder gelijke voorwaarden geld van het ministerie van OCW, ook particuliere onderwijsinstellingen. Normaal gesproken komen zij niet in aanmerking voor geld van de rijksoverheid. Het experiment moest uitwijzen welke effecten een open bestel heeft op de kwaliteit, toegankelijkheid en doelmatigheid van het hoger onderwijs. In totaal deden er 18 onderwijsinstellingen mee aan het experiment. In 2010 stuurde OCW een tussenrapportage aan de Tweede Kamer. Het onderzoek duurde tot 2015 zodat effecten die pas later optraden (zoals arbeidsmarkteffecten) in beeld konden worden gebracht.

## Opleidingen
NTI biedt diverse cursussen en opleidingen aan op de volgende onderwijsniveaus:
- Hbo
- HBO Master
- Mbo
- Cursussen
- Beroepsopleidingen
- Taalopleidingen

Daarnaast biedt de instelling staatsexamens aan voor Havo- en Vwo-vakken.

### Erkende opleidingen
Wat betreft de erkende hbo/wo-opleidingen, zoals genoemd in de NVAO-documenten, biedt het Nederlands Talen Instituut
29 bacheloropleidingen, 5 Associate degrees en één masteropleiding, die allemaal erkend worden door het ministerie van Onderwijs, Cultuur en Wetenschap.
De door ministerie van Onderwijs, Cultuur en Wetenschap erkende lopende deeltijd hogeronderwijsopleidingen zijn:
Bedrijfseconomie, Bedrijfskunde MER, Bedrijfskundige Informatica, Commerciële Economie, Communicatie, Counselling, Culturele en Maatschappelijke Vorming, European Studies, Facility Management, HBO Rechten, Hoger Toeristisch en Recreatief Onderwijs, Hotelmanagement, Human Resource Management, Integrale Veiligheid, Internationale Bedrijfskunde, Maatschappelijk Werk en Dienstverlening, Pedagogiek, Small Business en Retail Management, Sociaal Pedagogische Hulpverlening, SPD Bedrijfsadministratie, Toegepaste Psychologie, Vrijetijdsmanagement. 
Daarnaast is er een masterstudie Master of Business Administration.
De door het ministerie van Onderwijs, Cultuur en Wetenschap erkende lopende voltijds hogeronderwijsopleidingen zijn: Bachelor HBO - Rechten en Toegepaste Psychologie.
De door het ministerie van Onderwijs, Cultuur en Wetenschap erkende lopende Associate degrees zijn: Accountancy, Financieel Management, Jeugdwerker, Kinderopvang en Welzijn en zorg voor ouderen.